# Sabine Fenske
Sabine Fenske (* 25. Juni 1959 in Bietigheim) ist eine ehemalige deutsche Hochspringerin.
1977 wurde sie in der Halle Deutsche Vizemeisterin und Siebte bei den Leichtathletik-Halleneuropameisterschaften in San Sebastián.
Ihre persönliche Bestleistung von 1,84 m stellte sie am 26. August 1978 in Bietigheim-Bissingen auf. Im gleichen Jahr wurde sie Vierte der deutschen Juniorenmeisterschaften. Nach 1978 trat sie nicht mehr an.
Sabine Fenske startete für die SpVgg Bissingen.